# Jan Janouš (motocyklový závodník)
Jan Janouš (??? - 20. září 1961 poblíž Milína) byl český silniční motocyklový závodník.

## Závodní kariéra
V mistrovství Československa startoval v letech 1956-1961. Byl mistrem republiky ve třídě do 350 cm³ v roce 1961. V roce 1961 při závodě 300 zatáček Gustava Havla zvítězil ve třídě do 350 cm³.

### Úspěchy
- Mistrovství Československa silničních motocyklů
  - 1956 do 500 cm³ - 5. místo
  - 1957 do 350 cm³ - 7. místo
  - 1957 do 500 cm³ - 4. místo
  - 1958 do 250 cm³ - 8. místo
  - 1960 do 250 cm³ - 8. místo
  - 1960 do 350 cm³ - 8. místo
  - 1961 do 250 cm³ - 12. místo
  - 1961 do 350 cm³ - 1. místo

- 300 ZGH
  - 1961 1. místo do 350 cm³

### Pomník
Jan Janouš zahynul při nehodě poblíž Milína. Na místě nehody byl v roce 2016 odhalen pomník, počátkem 20. let byl pak přemístěn k bývalé čerpací stanici v Milíně, protože původní umístění bylo v trase přeložky silnice II/604.